# أسد أباد (حسين أباد)
أسد أباد (بالفارسية: اسدآباد) هي قرية تقع في إيران في قسم حسین أباد. يقدر عدد سكانها بـ 72 نسمة بحسب إحصاء 2016.